# Nowaja Tielba
Nowaja Tielba (ros. Новая Тельба) – osiedle w Rosji, w obwodzie irkuckim, w rejonie kujtuńskim. W 2010 liczyło 175 mieszkańców.